# Gargždai
Gargždai (escute: Gargzdai.oggⓘ) é uma cidade da Lituânia, situada no Condado de Klaipėda. Ocupa uma área de 11,71 km², com 14.945 habitantes em 2013.
É chamada, ainda, de Gorżdy (em polonês), Gorzhdy (em russo; Горжды em cirílico), Horzhdy (em bielorrusso; Го́ржды em cirílico), Gorzhd em iídiche (גורזד), Garsden (em alemão) e Gargždi (em letão).

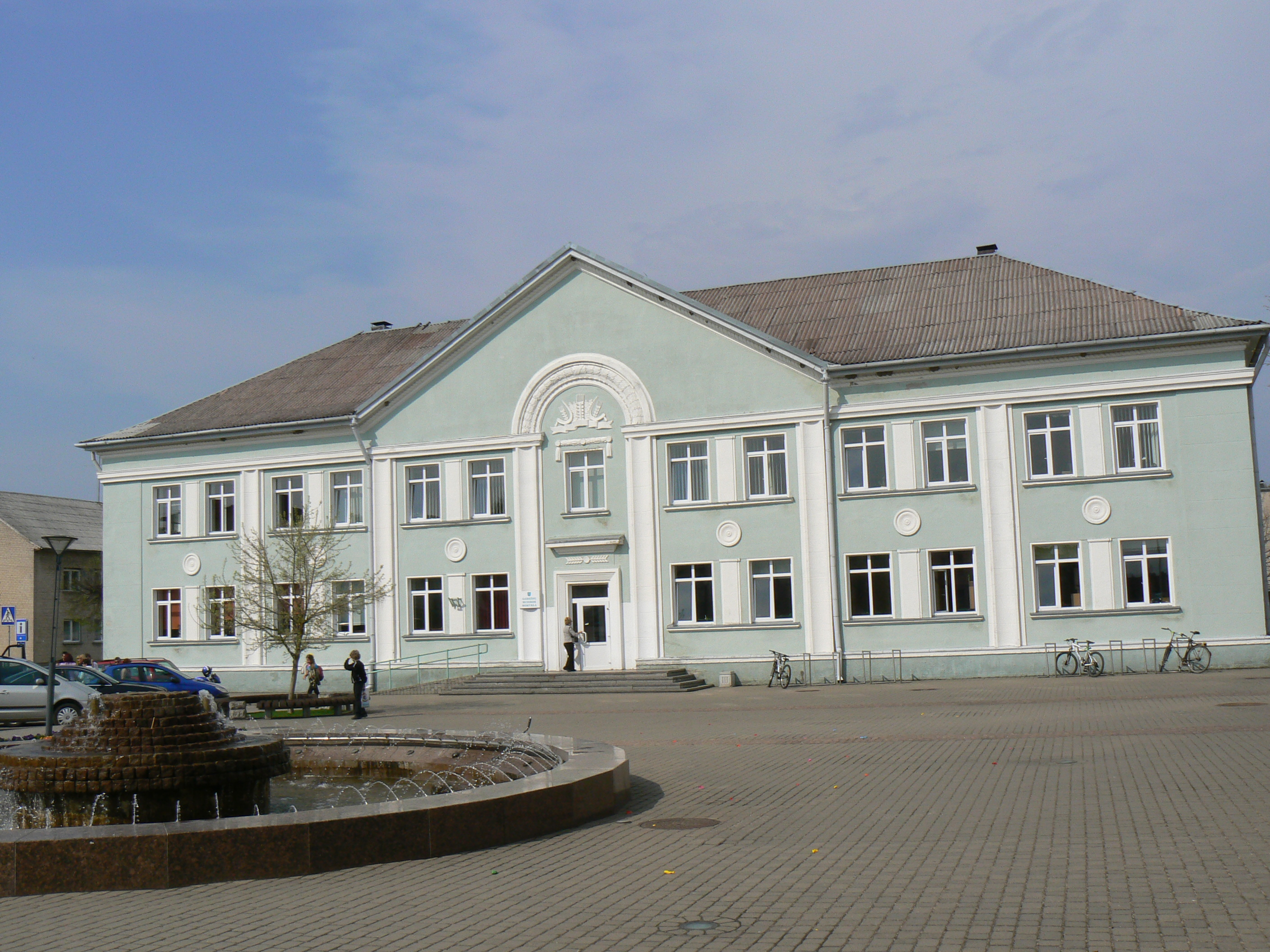
Museu de Música Infantil, em Gargždai.

## Geografia e composição étnica
Gargždai está situada na região oeste da Lituânia, situada a 17 quilômetros a leste da cidade de Klaipėda.
A maioria da população é quase toda composta por lituanos (97,69%). Os demais grupos étnicos incluem russos (1,12%), alemães (0,23%), ucranianos (0,15%), bielorrussos (0,13%), poloneses (0,09%), e outros de menor expressão (0,61%)

## Cidades irmãs
- Iława, Polônia